# Manitoba Highway 60
Der Manitoba Highway 60 (MB60) in der kanadischen Provinz Manitoba gehört zum National Highway System und wird dort als Northern Route geführt. Er dient als Verbindung zwischen den beiden Highways 6 und 10, die beide den Norden der Provinz erschließen. Entlang des Highways liegen keine größeren Gemeinden. Er beginnt südlich von The Pas am Highway 10 und führt in südöstliche Richtung. Er verläuft entlang des Nordufers des Lake Winnipegosis und endet am Highway 6 südlich von Grand Rapids.